# Euphranta stenopeza
Euphranta stenopeza är en tvåvingeart som beskrevs av Hardy 1974. Euphranta stenopeza ingår i släktet Euphranta och familjen borrflugor. Inga underarter finns listade i Catalogue of Life.